# 亀井雄三
亀井 雄三（かめい ゆうぞう、1969年3月25日 - ）は、日本の翻訳家。

## 来歴
神奈川県生まれ。神奈川県立横浜翠嵐高等学校を経て、1991年東京大学教養学部教養学科（ドイツ地域文化研究）卒業。1993年、同大学院総合文化研究科修士課程修了。2001年、同大学院総合文化研究科博士課程単位取得満期退学。

## 留学歴
- 1996年から2年間、オーストリア共和国政府給費留学生（研究）。
- 1997年から1年間、スペイン王国政府給費留学生（研究）。
- 1997年8月、チェコ共和国政府給費留学生（チェコ語短期講習）。

## 著作
- "Japan", in: Trad Online (ed.), "The World in Words: Fifty Professional Translators Provide a Unique Insight into Their Country's Culture", Paris 2013 ISBN 9782954394008

## 翻訳
- ヴルフ・コーノルト『ドイツオペラの知識』杉橋陽一共訳　シンフォニア　1999 ISBN 9784883953691
- ミシェル･コレット『パルドゥシュ・ド・ヴィオール教本』　ムジカ・アンティクア湘南 2009 簡易製本[1]